# Le Royaume de Borée
Pour les articles homonymes, voir Royaume de Borée.
Le Royaume de Borée est une série de bandes dessinées de Jacques Terpant. Il s'agit d'une adaptation du roman éponyme de Raspail : Les Royaumes de Borée.

## Albums
Ce triptyque fait la suite de la série la saga de Pikkendorf que la trilogie Sept cavaliers ouvrait. 
Trois tomes sont parus chez Delcourt entre 2011 et 2014 :
1. Oktavius, 24 août 2011, p. 54  (ISBN 978-2-7560-2445-5)
2. Henrick, 3 janvier 2013, p. 54  (ISBN 978-2-7560-3068-5)
3. Tristan, 23 avril 2014, p. 62  (ISBN 978-2-7560-3942-8)

### Lien web
- « Le royaume de Borée - La Saga des Pikkendorff », sur bedetheque.com.